# أمينة عبد الله عارف العمري
أمينة عبد الله عارف العمري هي شخصية خيالية تم ابتكارها بواسطة الأمريكي توم ماكماستر (بالإنجليزية: Tom MacMaster)‏.